# Mayot
Mayot es una comuna francesa situada en el departamento de Aisne, de la región de Alta Francia.

## Geografía
Está ubicada a orillas del río Oise, a 23 km al noroeste de Laon.

## Demografía
| 254 | 236 | 202 | 183 | 182 | 176 | 174 | 207 |
| Para los censos de 1962 a 1999 la población legal corresponde a la población sin duplicidades (Fuente: INSEE [Consultar]) |     |     |     |     |     |     |     |